# Aerarium
În Roma antică, Aerarium (din latină aes - "bronz"), cu denumirea completă "aerarium stabulum" ("casa tezaurului") reprezenta tezaurul public sau finanțele publice.
Era găzduit de templul lui Saturn și era administrat de Senatul roman.
Începând cu domnia lui Augustus, acest tezaur provenea numai din veniturile provinciilor senatoriale; restul veniturilor intrau într-un alt tezaur, special creat, denumit fiscus Caesaris, cu care mai târziu a fost înlocuit.
Fiscul Sfântului Imperiu Romano-German s-a numit de asemenea Aerarium, scris uneori Ärarium sau Ärar (vezi Ärar).

## Vezi și
- Templul lui Saturn